# روزاريو أورتيز يلاداكي
روزاريو أورتيز يلاداكي هي سياسية مكسيكية من كينتانا رو، منتسبة إلى الحزب الثوري المؤسسي، وتعمل حاليًا في مجلس وزراء الحاكم فيليكس غونزاليس كانتو.

## الحياة السياسية
أورتيز يلاداكي هي عضوة في الحزب الثوري المؤسسي من كوينتانا رو التي شغلت مناصب مختلفة داخل حزبها وفي الخدمة العامة في كوينتانا رو. من عام 1990 إلى عام 1993 شغلت منصب رئيس البلدية (عمدة) لبلدية أوثون ب. بلانكو خلفًا لشقيقها. عملت أيضًا كنائبة محلية في كونغرس كوينتانا رو ورئيسة الحزب الثوري الدستوري في ولايتها الأم.
في عام 2006 عينها الحاكم فيليكس غونزاليس كانتو رئيسة لأمانة حكومة كوينتانا رو.